# 다시로촌 (아이치현 아이치군)
다시로촌(田代村)은 아이치현 아이치군에 설치되었던 촌이다. 현재의 나고야시 지쿠사구에 해당한다.